# Quando la prima stella
Quando la prima stella è un album discografico della cantante italiana Orietta Berti, pubblicato nel 1966 dalla Polydor.

## Descrizione
L'album è costituito sostanzialmente da brani già apparsi su 45 giri nei due anni precedenti, com' era consuetudine in quegli anni per la compilazione dei long playng.
Nell'album furono inclusi alcuni tra i brani più famosi della cantante, e cioè Tu sei quello, canzone vincitrice di Un disco per l'estate 1965, Io ti darò di più, brano del Festival di Sanremo 1966 presentato in coppia con Ornella Vanoni, Voglio dirti grazie, brano vincitore del Festival delle rose 1965, e Quando la prima stella, brano che dà il titolo all'album con il quale la cantante partecipò a Un disco per l'estate 1966.

## Edizioni
L'album fu pubblicato anche in audiocassetta (numero di catalogo: 914 040) e venne distribuito anche negli Stati Uniti, in versione mono e stereo, con il titolo Italy's Incomparable, su etichetta London International e numero di catalogo TW 91429.

## Tracce
Lato A
1. Quando la prima stella (Orchestra: Sauro Sili) (testo: Vito Pallavicini – musica: Gene Colonnello)
2. Vai, Bobby, vai (Run, Bobby, Run) (Orchestra: Enzo Leuzzi) (testo: Francesco Specchia – musica: Mark Barkan, Ben Raleigh)
3. La prima lettera d'amore (Orchestra: Sauro Sili) (testo: Luciano Beretta – musica: Umberto Balsamo)
4. Se per caso (No More Tears) (Orchestra: Sauro Sili) (testo: Mogol – musica: Mark Barkan, Sandy Baron)
5. Tu sei quello (Orchestra: Sauro Sili) (testo: Luciano Beretta – musica: Alberto Anelli)
6. Ritorna con il sole (Orchestra: Gian Franco Intra) (testo: Luciano Beretta – musica: Gian Franco Intra)

Lato B
1. Le ragazze semplici (Orchestra: Gian Franco Intra) (testo: Maso Biggero, Mogol – musica: Alberto Anelli)
2. Perdendoti (Losing You) (Orchestra: Piero Soffici) (testo: Vito Pallavicini – musica: Jean Renard, Carl Sigman)
3. Io ti darò di più (Orchestra: Gian Franco Intra) (testo: Alberto Testa – musica: Memo Remigi)
4. Un incontro come tanti (Orchestra: Sauro Sili) (testo: Franco Maresca – musica: Franco Pisano)
5. Quando partirai (When My Baby Cries) (Orchestra: Sauro Sili) (testo: Maso Biggero – musica: Lesley Duncan)
6. Voglio dirti grazie (Orchestra: Gian Franco Intra) (testo: Luciano Beretta e Miki Del Prete – musica: Alberto Anelli)